# Rottenwarnanlage

Rottenwarnanlage der Firma Schweizer Electronic AG, hier mit Blinklicht links und Horn rechts

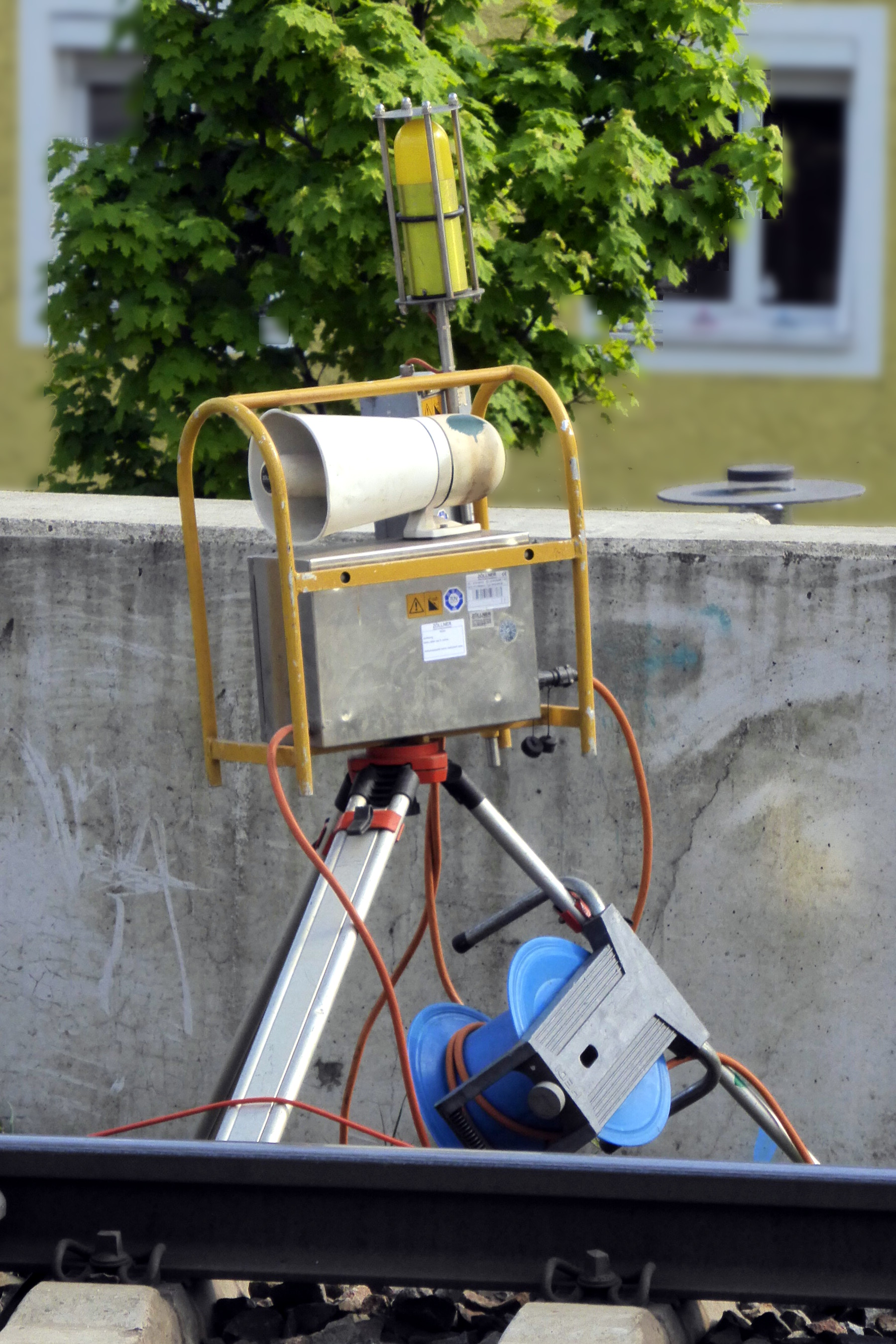
Warngeber der Rottenwarnanlage der Firma Zöllner Signal GmbH

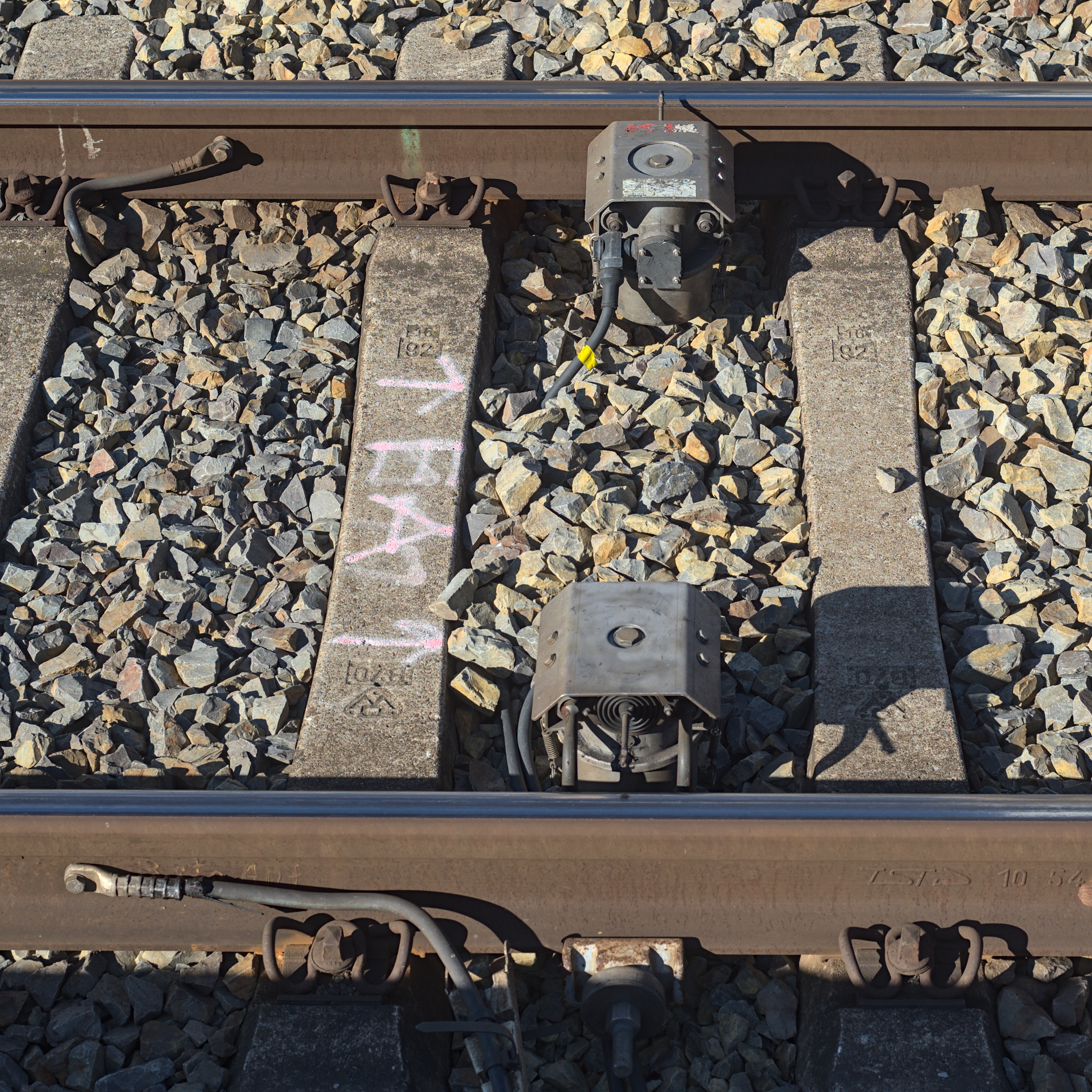
Elektromechanische Schienenkontakte als sichere Ein- oder Ausschalter

Eine Rottenwarnanlage, auch Automatisches Warnsystem, kurz ATWS, ist eine technische Sicherungseinrichtung, die beim Gleisbau verwendet wird. Sie warnt das Baustellenpersonal, die so genannte Rotte, vor dem Herannahen eines Zuges und besteht in der Regel aus einer Reihe von Signalleuchten und akustischen Warnmeldern, die auf Stahlstangen oder Stativen am Rande des Gleisbetts alle 30 Meter montiert werden. Es existieren drahtgebundene und drahtlose Systeme, die beim Herannahen eines Zuges, zum Beispiel durch einen Radkontakt im Gleisbett, aktiviert werden. Solange die Rottenwarnanlage aktiviert ist, muss das Baustellenpersonal dem betreffenden Gleis fernbleiben und den Zug passieren lassen.
Die Rottenwarnanlage gibt akustische Rottenwarnsignale ab.

## Notwendigkeit
Um bei Arbeiten die Sperrzeiten von Streckengleisen möglichst kurz zu halten, werden viele Bauarbeiten „unter rollendem Rad“ durchgeführt. Das heißt, dass das Gleis für die Arbeiten nicht oder lediglich immer wieder kurz gesperrt wird. Sinn der Warnanlage ist die Sicherung des Baustellenpersonals vor dem Fahrverkehr und dessen rechtzeitige Warnung zum Freimachen der Gleise.

## Lärmbelastung
Eine automatische Rottenwarnanlage ist systembedingt sehr laut (97 bis zu 126 dB), um von den zu warnenden Gleisarbeitern selbst in der Nähe lauter Arbeitsmaschinen und mit aufgesetztem Gehörschutz gehört zu werden. Für Anwohner an Gleisen ist das während der Arbeiten eine Belastung. Moderne Systeme passen sich der Umgebungslautstärke an (ab 2019 verpflichtend) und warnen nur bei sehr lauter Umgebung mit vollem Schalldruck. Selbst mit reduzierter Lautstärke wird dies noch sehr unangenehm wahrgenommen.

## Alternativen
An eine Rottenwarnanlage sind sehr hohe Anforderungen bezüglich der Ausfallsicherheit (funktionale Sicherheit) gestellt. Eine am Mann getragene, für die Umwelt nicht belastende individuelle Warnanlage alleine (z. B. Knopf im Ohr) könne diese Anforderungen nicht erfüllen bzw. sei nur in speziellen Konstellationen einsetzbar. Sie könne die kollektive Warnung durch eine Rottenwarnanlage nur erweitern, jedoch nicht ersetzen.
Ab 1972 fand bei der Deutschen Bundesbahn ein Großversuch an mehreren Baustellen statt, bei dem Rottenwarnsignale in der Regel nicht akustisch, sondern durch periodisches Absenken der Lichtstärke der Baustellenbeleuchtung gegeben wurden. Diese Lösung setzte sich nicht durch.